# Stara Dąbrowa, Tỉnh West Pomeranian
Stara Dąbrowa [ˈstara dɔmˈbrɔva], (German Alt Damerow) là một ngôi làng ở hạt Stargard, West Pomeranian Voivodeship, ở phía tây bắc Ba Lan. Đó là chỗ ngồi của gmina (khu hành chính) được gọi là Gmina Stara Dąbrowa. Nó nằm khoảng 13 kilômét (8 mi) phía đông bắc của Stargard và 38 km (24 mi) về phía đông của thủ đô khu vực Szczecin.
Trước năm 1945, khu vực này là một phần của Đức. Sau Thế chiến II, người dân bản địa Đức bị trục xuất và thay thế bằng người Ba Lan. Đối với lịch sử của khu vực, xem Lịch sử của Pomerania.
Làng có dân số 618 người.